# Liu Yongxing
Liu Yongxing (* 1948) ist ein chinesischer Unternehmer und Chef der Hope Group. Nach Angaben des Forbes Magazine gehört Liu zu den reichsten Chinesen. Er ist verheiratet, hat ein Kind und lebt in Shanghai.